# Red Lake megye
Red Lake megye az Amerikai Egyesült Államokban, azon belül Minnesota államban található. Megyeszékhelye és legnagyobb városa Red Lake Falls. Lakosainak száma 3935 fő (2020. április 1.).

## Szomszédos megyék
- Pennington megye (észak)
- Polk megye (dél)

## Népesség
A megye népességének változása:
| Lakosok száma | 4075 | 4101 | 4074 | 4057 | 4055 | 3935 |
|               | 2010 | 2011 | 2012 | 2013 | 2015 | 2020 |